# Elivélton
Alves Rufino Elivélton (Serrania, Minas Gerais; 31 de julio de 1971), más conocido como Elivélton, es un exfutbolista brasileño que se desempeñaba como centrocampista. Fue internacional con la selección de fútbol de Brasil entre 1991 y 1993.

## Trayectoria

### Clubes
| Club                 | País   | Año         |
| -------------------- | ------ | ----------- |
| São Paulo            | Brasil | 1989 - 1993 |
| Nagoya Grampus Eight | Japón  | 1993 - 1994 |
| Corinthians          | Brasil | 1995        |
| Palmeiras            | Brasil | 1996        |
| Cruzeiro             | Brasil | 1997        |
| Vitória              | Brasil | 1998        |
| Internacional        | Brasil | 1999 - 2000 |
| Ponte Preta          | Brasil | 2001 - 2003 |
| São Caetano          | Brasil | 2003 - 2004 |
| Bahia                | Brasil | 2004 - 2005 |
| Uberlândia           | Brasil | 2006        |
| Vitória-ES           | Brasil | 2006        |
| União                | Brasil | 2007        |
| Francana             | Brasil | 2008 - 2009 |
| Mixto                | Brasil | 2010        |

### Selección nacional
| Selección | País   | Año         |
| --------- | ------ | ----------- |
| Absoluta  | Brasil | 1991 - 1993 |

## Estadística de equipo nacional
| Selección de fútbol de Brasil | Selección de fútbol de Brasil | Selección de fútbol de Brasil |
| Año                           | Partidos                      | Goles                         |
| ----------------------------- | ----------------------------- | ----------------------------- |
| 1991                          | 2                             | 1                             |
| 1992                          | 3                             | 0                             |
| 1993                          | 8                             | 0                             |
| Total                         | 13                            | 1                             |